# الرضا عن الحياة

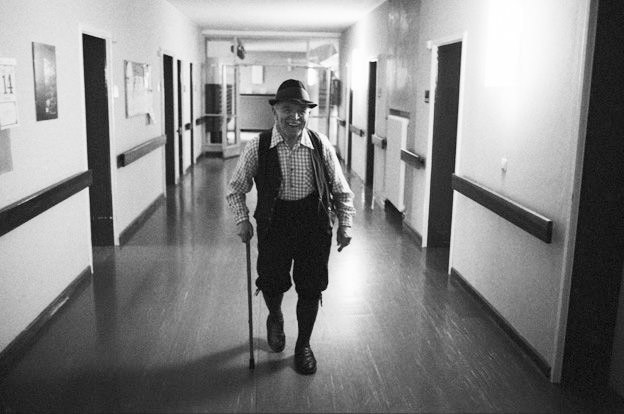

الرضا عن الحياة هو الطريقة التي يُظهر بها الناس مشاعرهم وأحاسيسهم وكيف يشعرون بشأن توجهاتهم وخياراتهم للمستقبل. هو مقياس للرفاهية يُقيَّم من حيث المزاج والرضا عن العلاقات والأهداف المُحققة والمفاهيم الذاتية والقدرة الذاتية المدركة للتعامل مع الحياة اليومية.
يتضمن الرضا عن الحياة أسلوبًا مُحبّبًا مواتٍ لحياة الشخص بدلًا من تقييم المشاعر الحالية. يُقاس الرضا عن الحياة تبعًا للمكانة الاقتصادية ودرجة التعليم والخبرات والعديد من المواضيع الأخرى.
الرضا عن الحياة هو جزء أساسي من الرفاه الذاتي.

## العوامل المؤثرة على الرضا عن الحياة

### الشخصية
واحدةٌ من المفاهيم الأساسية للشخصية هي نموذج العوامل الخمسة الكبرى للشخصية. يوضّح هذا النموذج ما يعتقد به بعض الباحثين بأنه سيكون حجر الأساس لشخصية كل فرد. يأخذ هذا النموذج بعين الاعتبار أبعاد الانفتاح على التجربة والضمير والانبساط والطيبة والعصابية. في دراسة أُجريت في عام 1998، حُللت العديد من الدراسات مع بعض الاستبيانات الشخصية التي تربط تدابير الرفاهية والمقاييس الشخصية. وُجد أن العصابية كانت أقوى مؤشر على الرضا عن الحياة. ترتبط العصابية أيضًا بالأشخاص الذين يواجهون صعوبة في التفكير، وهي شائعة بين الأشخاص الذين يعانون من مرض عقلي. يرتبط عامل الشخصية «الانفتاح على التجربة» ارتباطا إيجابيًا بالرضا عن الحياة. وبغض النظر عن أبعاد الشخصية التي دُرست في العوامل الخمسة الكبرى، فإن نمط الأشخاص المهتمين بالوقت يرتبط بالرضا عن الحياة بما يعني أن الناس المنحازين للفترة الصباحية أظهروا تقبلًا لحياتهم أكثر من أولئك المنحازين للفترة الليلية.
يمكن لمزيد من التنشئة الاجتماعية المتواصلة أن تسهم في الرفاه العام أيضَا. قد تبيّن أن الدعم الاجتماعي عن طريق الآخرين يؤثر على رفاهية البالغين والصحة العامة لهؤلاء الأفراد. لذلك، فإن الأشخاص الذين يميلون إلى التواصل، والذين يُعتبرون أكثر انفتاحًا على الآخرين سيكون لديهم مستوى أعلى من الرضا عن الحياة.
وقد ثبت أن التوريث له تأثير على كيفية تصنيف المرء من حيث الرضا عن حياته. يلعب التوريث دورًا في كل من التجارب الشخصية والفردية. تُشير الأبحاث إلى إمكانية تأثير التوريث على تقبّل الحياة إلى حدٍ ما. وجدت هذه الدراسة أنه لا توجد فروق فردية بين الذكور والإناث من حيث توريث الرضا عن الحياة، ولكن عناصر الشخصية التي تأثرت بالتوريث يبدو أنها تؤثر على إشباع حياتهم بشكل عام.
قد اقتُرح كذلك أن القدرة على التعامل بشكلٍ مستقل مع المشاعر السلبية يمكن أن يؤثر على مدى الرضا الطويل الأمد للشخص على حياته. إن امتلاك شخصية قادرة على التعامل بشكلٍ مناسب مع العواطف مثل الغضب أو القلق أو الكراهية يمكن أن يكون مفيدًا عند التعامل مع الأشياء المشابهة في وقت لاحق من الحياة.
الناس الذين هم أكثر بساطة يميلون إلى التعامل مع مشاعرهم السلبية بشكلٍ مختلف عن الناس المتشددين. هذه الفروق الفردية يمكن أن تؤثر على الطريقة التي يتعامل بها الناس مع المشاكل في الوقت الحاضر وكيف سيتعاملون مع مواقف مماثلة في المستقبل.

### تقدير الذات
مقياس الرضا عن الحياة هو مقياس مفرد يُستخدم من قبل اليونسكو ووكالة CIA الأمريكية ومؤسسة الاقتصاد الجديد ومنظمة الصحة العالمية وقاعدة بيانات فينهوفن لقياس كيفية رؤية الشخص لنفسه وكمية تقديره لذاته والرفاه والسعادة الشاملة في حياته.
أظهرت النمذجة السابقة أن وجهات النظر الإيجابية والرضا عن الحياة تُوِسطت بالكامل بمفهوم تقدير الذات، بالإضافة إلى الطرق المختلفة التي ينظر بها الأفراد للأفكار والأحداث. وجدت العديد من الدراسات أن تقدير الذات يلعب دوراً محدداً في التأثير على تقبّل الحياة. عندما يعرف الشخص نفسه وقيمته، فهو مدفوع للتفكير بطريقة إيجابية. هناك أيضًا نموذج توازن داخلي يدعم هذه النتائج.

### النظرة على الحياة
يمكن لمزاج الشخص وتوقعاته من الحياة أن تؤثر أيضًا على إدراكه للرضا عن حياته. هناك نوعان من المشاعر التي قد تؤثر على كيفية إدراك الناس لحياتهم. يُعد الأمل والتفاؤل كلاهما من العمليات المعرفية التي عادة ما تكون موجهة نحو الوصول إلى الأهداف وإدراك تلك الأهداف. بالإضافة إلى ذلك، يرتبط التفاؤل بارتفاع مستوى الرضا عن الحياة، في حين يرتبط التشاؤم بأعراض الاكتئاب.
ووفقًا لسيليجمان، فإن الأشخاص الأكثر سعادة هم أقل تركيزًا على الجوانب السلبية في حياتهم. كما أن لدى الأشخاص السعداء ميل أكبر للإعجاب بالناس الآخرين مما يعزز بيئة أكثر سعادة. يرتبط هذا بمستوى أعلى من رضا الشخص عن حياته بسبب فكرة أن بناء العلاقات مع الآخرين يمكن أن يؤثر إيجابًا على رضاؤك عن حياتك. ومع ذلك، وجد آخرون أن الرضا عن الحياة متوافق مع حالات عاطفية سلبية مثل الاكتئاب.
أحد أنواع المعالجة أيضًا هو العلاج باستخدام أسلوب إسترجاع شريط الحياة لكبار السن الذين يعانون من أعراض الاكتئاب. في دراسة أجراها بعض الباحثون في قسم علم النفس في جامعة دي كاستيلا لامانشا، أظهر الأفراد انخفاضًا بنسبة الاكتئاب واليأس وزيادة نسبة الرضا عن الحياة. صُمم الاختبار لقياس قدرة المشاركين على استدعاء ذكرى معينة كاستجابة لكلمة ذات إشارة أثناء توقيتها.
ثلاثون كلمة ذات إشارة بما في ذلك خمس كلمات مصنفة ككلمات إيجابية مثل (مضحك، محظوظ، عاطفي، سعيد، متفائل)، خمسة كلمات تُصنف ككلمات سلبية مثل (غير ناجح، غير سعيد، حزين، مهجور، كئيب)، وخمسة تُصنف ككلمات حيادية مثل (العمل، المدينة، المنزل، الأحذية، الأسرة) قُدمت شفويُا في ترتيبٍ ثابت متناوب لكل عضو في مجموعة محددة. لضمان فهم المشاركين للتعليمات، قُدمت العديد من الأمثلة على الذكريات العامة مثل (الصيف في المدينة) والذكريات المحددة مثل (يوم الزواج). لكل كلمة تلميح، طُلب من المشاركين مشاركة الذكرى التي تثيرها تلك الكلمة. يجب أن تكون الذكرى حدثًا كان يجب أن يحدث مرة واحدة فقط في وقتٍ ومكانٍ معينين ولم يستغرق أكثر من يوم واحد.
إذا لم يكن باستطاعة الشخص استدعاء ذكرى محددة في غضون 30 ثانية، فهذا يعني أن هذه الكلمة لم تثير أية ذكرى عنده. حاول اثنين من علماء النفس بشكلٍ مستقل تقييم وتسجيل ردود كل مشارك. وُضعت علامة على كل ذكرى بأنها ذكرى محددة إذا كان الحدث الذي استدعته هذه الكلمة لم يستمر لأكثر من يوم واحد، واعتُبر أي شيء عدا ذلك كذكرى عامة.

### العمر
درس علماء النفس يوفال بالجي ودوف شموكن في عام 2009 في المقام الأول الناس في سن التسعين، ابتُكرت هذه المجموعة من أجل التفكير في ماضيهم وحاضرهم حيث لم يفكّر هؤلاء الناس في مستقبلهم. كان هؤلاء الناس راضون جدا عن حياتهم حتى لحظة الدراسة، ولكنهم كانوا يعرفون أن النهاية كانت قريبة وبالتالي لم يكن لديهم أمل كبير في المستقبل. الذكاء هو أيضا عامل لأن الرضا عن الحياة ينمو مع تقدم الناس في السن. عندما يكبرون، يصبحون أكثر حكمة ومعرفة لذا يبدأون في رؤية أن الحياة ستكون أفضل وأنهم يفهمون الأشياء المهمة في الحياة أكثر.
قد سُجّل أن الأشخاص في سن المراهقة يبدون على مستوى أدنى من الرضا عن الحياة مقارنةً بنظرائهم الأكبر سنًا. قد يكون هذا بسبب أن العديد من القرارات باتت وشيكة، وقد يواجهها المراهق لأول مرةٍ في حياته. على الرغم من أن العديد من المراهقين يعانون من انعدام الأمن في العديد من جوانب حياتهم، إلا أنّ الرضا مع الأصدقاء ظلّ على مستوى ثابت. ويُفترض أن ذلك يعود إلى مقدار رضا المراهق على حياته مع مجموعته العمرية بالاختلاف عن المجموعات العمرية الأخرى.
في هذه الدراسة نفسها، وجد الباحثون أن الرضا عن الأسرة انخفض. يمكن أن يكون ذلك بسبب تطبيق المزيد من القواعد من قبل الأهل حيث يميل المراهقون لعصيانها. وُجد أيضًا أن الرضا عن الحياة الجنسية قد زاد ويرجع ذلك إلى أن العديد من المراهقين في هذا العمر يصلون إلى مرحلة النضج الجنسي مما قد يشجعهم على التحقق من ميولهم والعثور على الشريك الجنسي.

### أحداث الحياة وتجاربها
اقتُرح أن هناك العديد من العوامل التي تسهم في مستوى رضانا عن الحياة. التجارب في حال كانت حادة مثل وفاة أحد أفراد العائلة، والتجارب اليومية المزمنة مثل الخلافات العائلية المستمرة تؤثر على التقارير الذاتية لرضانا عن الحياة. يقول كتاب «السعادة» من تأليف الأستاذ بن شاهار في جامعة هارفرد أن السعادة يجب أن تكون الهدف النهائي، وهي العامل الأساسي في تقييم الخيارات البديلة. وكما يشير العنوان الفرعي، يوصي هذا الكتاب لنا بمتابعة التجربة الفورية السعيدة بطرق تساهم في المزيد من الارتياح طويل الأمد والمفيد. علاوةً على ذلك، يجادل بن شاهار بأن يكون السعي وراء أهداف حقيقية نابع من دوافع ذاتية وليس من مجرد متعة فورية أو نكران الذات في خدمة المتعة المتأخرة لفترة طويلة، يؤدي هذا إلى مزيج مثالي من السعادة القصيرة والطويلة الأمد.
يمكن للاختلافات في التجربة أن تشكل بشكل كبير الطريقة التي نلاحظها ونشترك فيها مع العالم من حولنا. يمكن أن يؤثر ذلك على الطريقة التي نتحدث بها مع الناس، والطريقة التي نتصرف بها علانيةً. هذه التجارب التي تشكل الطريقة التي نفكر بها في محيطنا تؤثر على رضانا عن الحياة. قد يكون لدى شخص ميل لرؤية العالم بشكلٍ سلبي مستوى مختلف تمامًا من الرضا عن شخص يعجب بإستمرار بجمال محيطه. يميل متوسط الأشخاص الذين يتعرضون إلى مستويات عالية من الإجهاد إلى زيادة الرضا عن حياتهم طالما عرفوا كيفية تحليله بطريقةٍ إيجابية.

### تأثيرات موسمية
تًحلل دراسة حديثة مستوى السعادة المتباين في أوقات محددة عن طريق مقارنة مقدار الرضا عن الحياة خلال أيام الأسبوع وأيام الشهر (خصوصًا في الأيام الأخيرة منه) والسنة بشكلٍ عام. في المقام الأول خلال أشهر الشتاء من السنة، يمكن أن نتأثر بظهور عوارض الاكتئاب والذي يسمى الاضطراب العاطفي الموسمي. يبدأ هذا الاضطراب في أشهر الخريف أو الشتاء، ويتوقف في الربيع أو الصيف. يقال أن أولئك الذين يعانون من هذا الاضطراب عادةً ما يكون لديهم تاريخ مع الاضطراب الاكتئابي أو ثنائي القطب والذي قد يكون وراثيًا مع تأثر أفراد العائلة أيضًا.
يُفترض أن الاضطراب العاطفي الموسمي ينجم عن تناقص التعرض للضوء البيئي الذي يمكن أن يؤدي إلى تغيرات في مستويات مادة السيروتونين الكيميائية العصبية. يقلل تناقص مستويات السيروتونين النشطة من أعراض الاكتئاب. يوجد حاليًا عدد قليل من العلاجات للمساعدة في الاضطراب العاطفي الموسمي. الخط الأول من العلاج هو العلاج بالضوء.
ينطوي العلاج الخفيف على التعرّض للضوء الأبيض الساطع الذي يحاكي الضوء الخارجي مما يعيق محرّضات الاضطراب المفترض. وبسبب التحولات في المستويات الكيميائية العصبية، فإن مضادات الاكتئاب هي شكل آخر من أشكال العلاج. بخلاف العلاج بالضوء ومضادات الاكتئاب، هناك العديد من البدائل التي تشمل الأغوميلاتين والميلاتونين والتدخلات النفسية فضلًا عن التغييرات في النظام الغذائي ونمط الحياة.
وجدت الأبحاث أن بداية هذا الاضطراب تحدث عادةً بين سن 20-30 سنة. لكن معظم الأشخاص المصابين لا يلتمسون المساعدة الطبية. هذا يمكن أن يكون بسبب وصمة من قضايا الصحة العقلية. يخشى الكثيرون من ذكر معاناتهم ويفضلون إخفائها. كمجتمع، يجب علينا المضي قدمًا نحو مزيد من القبول واكتساب المعرفة من أجل حل هذه القضايا.

### القيم
من المُقترح أن يكون الرضا العام عن الحياة من داخل الفرد بناءً على القيم الشخصية للفرد وما هو مهم بالنسبة له. فبالنسبة للبعض المهم هو العائلة، بالنسبة للآخرين هو الحب، وبالنسبة للآخرين فهو المال أو المواد المادية الأخرى. في كلتا الحالتين تختلف من شخص لآخر. يمكن اعتبار المادية الاقتصادية قيمة.
وجد البحث السابق أن الأفراد الماديين كانوا في الغالب ذكورًا، وأن الأشخاص الماديين أيضًا أبلغوا عن مستوى رضا أقل من نظرائهم غير الماديين. ينطبق الشيء نفسه على الأشخاص الذين يفضّلون المال على مساعدة الآخرين؛ هذا لأن الأموال التي يملكونها يمكن أن تشتري لهم الأسس التي يعتبرونها ذات قيمة.
الناس الماديون أقل رضا عن الحياة لأنهم يستمرّون بطلب المزيد مما يملكون، وبمجرد الحصول على تلك الممتلكات، فإنهم يفقدون قيمتها مما يؤدي بدوره إلى رغبة هؤلاء الناس في المزيد وهكذا تستمر الحالة.
إذا كان هؤلاء الأفراد الماديين لا يملكون ما يكفي من المال لإشباع رغبتهم في الحصول على المزيد من الأشياء فإنهم يصبحون أكثر استياءً. وقد يشار إلى هذا على أنها حلقة مفرغة. إن الأفراد الذين يعطون قيمة عالية للتقاليد والدين لديهم مستوى أعلى من الرضا عن الحياة. هذا صحيح أيضا بالنسبة للرعاة الكنسيين والأشخاص الذين يكثرون من الصلاة.
```
الأفراد الآخرون الذين أفادوا بمستويات أعلى من الرضا عن الحياة هم أناس يقدرون الإبداع، وأولئك الذين يقدرون الإحترام للآخرين. وُجد أن الأشخاص الذين يقدرون المواد شخصيا أقل رضى عموما في الحياة من الناس الذين يقدرون قيمة العلاقات بين الأشخاص.
```

الناس الذين يفخرون بأنفسهم من خلال الحفاظ على لياقتهم العقلية والبدنية لديهم مستويات أعلى من الرضا عن حياتهم فقط بسبب محتوى يومهم. تجتمع هذه القيم لتحديد كيف يرى شخص ما نفسه في ضوء رؤية الآخرين.

### الثقافة
تُعرّف الثقافة بالرجوع إلى القيم والمعتقدات المجتمعية المترسخة بعمق. تؤثر الحضارة على الرفاهية الذاتية. تشمل الرفاهية كلًا من الرضا عن الحياة العامة، والتوازن النسبي للتأثير الإيجابي ضد التأثير السلبي. توجّه الثقافة (الحضارة) الانتباه إلى مصادر مختلفة للمعلومات لجعل أحكام الرضا عن الحياة مما يؤثّر على تقييم الرفاهية الذاتية.
توجه الثقافات الفردية الانتباه إلى الحالات والمشاعر الداخلية (مثل الآثار الإيجابية أو السلبية)، بينما يُوَجّه الانتباه إلى المصادر الخارجية في الثقافات الجماعية (أي الالتزام بالمعايير الاجتماعية أو الوفاء بواجبات الشخص). في الواقع، وُجِد أن العلاقة بين الرضا عن الحياة وانتشار التأثير الإيجابي هو أعلى في الثقافات الفردية، في حين أن تأثير وتمسّك الثقافات الجماعية بالمعايير لا يقل أهمية عن الرضا عن الحياة.
توجِّه معظم المجتمعات الغربية الحديثة مثل الولايات المتحدة والدول الأوروبية نحو الفردية، في حين أن المجتمعات الشرقية مثل الصين واليابان توجِّه نحو الجماعية. يؤكد أتباع الثقافة الجماعية على وحدة تمسكهم ووحدتهم مع أسرهم، ويضعون احتياجات الآخرين قبل رغباتهم الفردية. فالثقافة الفردية موجهة نحو الإنجازات الشخصية الخاصة بها، وهي تشير إلى إحساس قوي بالمنافسة.
يُقال إن الولايات المتحدة هي واحدة من أكثر الدول الفردية، ومن ناحيةٍ أخرى تعد كوريا واليابان من أكثر الدول جماعية حيث أن كلا المجموعتين تعاني من العديد من العيوب. عند اتباع نهج فردي، يميل المرء لاحتمال الشعور بالوحدة بينما قد يكون الذين يميلون للثقافة الجماعية عرضة لخطر الرفض.

### العائلة
إن الرضا عن الحياة الأسرية موضوع ذو صلة حيث تؤثر عائلة كل فرد بطريقة ما ويسعى معظمهم للحصول على مستويات عالية من الرضا في الحياة وكذلك داخل أسرهم. كما ناقش غاري إل. بووين في مقاله بعنوان «إرضاء الحياة الأسرية: نهج قائم على القيمة» كيفية تعزيز رضا الأسرة من خلال قدرة أفراد العائلة على تحقيق قيمهم العائلية في السلوك.
من المهم تحديد مدى الرضا عن الحياة الأسرية من جميع أفراد الأسرة من منظور «المتصور» ومنظور «المثالية». زيادة الرضا عن الحياة داخل الأسرة يزيد من خلال التواصل وفهم مواقف كل عضو وتصوراته. يمكن للعائلة أن تحدث فرقاً كبيراً لرضا شخص ما عن الحياة.
```
تقول كارولين هنري في مقالتها «خصائص نظام العائلة، سلوكيات الوالدين ورضا حياة المراهقين» أن رضا المراهقين عن حياتهم له أسس مختلفة كثيرًا عن رضا البالغين الكبار. يتأثر الرضا عن الحياة عند المراهق بشدة بالديناميكية وخصائص عائلته. الترابط الأسري والمرونة الأسرية والدعم الأبوي كلها عوامل ضخمة في الرضا عن حياة المراهق.
```

كلما زاد الترابط والمرونة والدعم داخل الأسرة كلما ارتفع مستوى الرضا عن حياة المراهق. كشفت نتائج هذه الدراسة أيضا أن المراهقين الذين يعيشون في منزل أسرة وحيدة الأب أو الأم لديهم رضا أقل بكثير من حياة المراهقين الذين يعيشون في منزل ثنائي الوالدين.
ترتبط العائلة أيضًا بالرضا عن الحياة بطريقة مختلفة تمامًا مثل قرار المرأة بإنجاب الأطفال أو عدمه. تكشف كارول هولاهان في مقالٍ لها بعنوان «العلاقة بين البحث عن المعلومات في قرار الإنجاب ورضا الحياة للآباء والأمهات وغير المتزوجين» أن النساء اللواتي ليس لديهن أطفال لديهن رضا أكبر بكثير من النساء اللواتي لديهن أطفال.

### المهنة
إن اقتناعك بعملك هو عنصر مهم من عناصر الرضا عن الحياة. إن القيام بشيء ذي مغزى وبقدرة إنتاجية يساهم في شعور المرء بالرضا عن الحياة. يرتبط مفهوم الإنجاز هذا بمحرّك الشخص. الحاجة إلى الإنجاز هي جزء أساسي من أن تصبح شخصًا وظيفيًا بالكامل، وإذا شعر أحدهم بحقيقة إنجازه فسيكون أكثر قدرة على رؤية الجوانب المشرقة في حياته وبالتالي تحسين رضاه عن حياته.
على الصعيد الدولي، فإن الراتب يُعد أمرًا مهمًا حيث تُظهر مستويات الدخل ارتباطا معتدلًا بالتقييمات الفردية للرضا عن الحياة. ومع ذلك في الدول المتقدمة، يكون التواصل ضعيفًا ويختفي في الغالب عندما يحصل الأفراد على ما يكفي من المال لتلبية الاحتياجات الأساسية.